# Queency Victoire
Queency Victoire (* 18. September 1987) ist eine mauritische Fußballschiedsrichterassistentin.
Seit 2012 steht sie auf der Liste der FIFA-Schiedsrichter und leitet internationale Fußballspiele.
Victoire war unter anderem Schiedsrichterassistentin beim Algarve-Cup 2017, bei der U-20-Weltmeisterschaft 2018 in Frankreich, beim Afrika-Cup 2018 in Ghana, beim Algarve-Cup 2019, bei der Weltmeisterschaft 2019 in Frankreich (als Assistentin von Lidya Tafesse Abebe) und bei der U-17-Weltmeisterschaft 2022 in Indien. Zudem wurde sie für die Weltmeisterschaft 2023 in Australien und Neuseeland nominiert. 
Am 19. November 2021 leiteten Lidya Tafesse Abebe, Mimisen Iyorhe und Victoire das Finale der CAF Women’s Champions League 2021 zwischen Hasaacas Ladies und Mamelodi Sundowns Ladies (0:2).